# امرأة جميلة (فلم)
امرأة جميلة (Pretty Woman) فيلم كوميدي رومانسي أمريكي من بطولة ريتشارد غير وجوليا روبرتس ومن إخراج غاري مارشال، رشح الفيلم لجائزة أوسكار واحدة هي جائزة أفضل ممثلة عن دور رئيسي لجوليا روبرتس، والتي فازت عن دورها في الفيلم بجائزة الغولدن غلوب لأفضل ممثلة في دور رئيسي، فيلم امرأة جميلة وضع جوليا روبرتس على قمة نجوم ونجمات هوليودد، وبعده أصبحة أول نجمة في تاريخ صناعة السينما الأمريكية تتقاضى أجراً يفوق أجور معاصريها من الرجال.

## القصة
تبدأ أحداث الفيلم بقدوم رجل الأعمال إدوارد لويس إلى مدينة لوس أنجلوس لإتمام صفقة شراء شركة كبيرة تعاني من بعض المشاكل المالية، يستعير سيارة محاميه لكنه لا يعرف كيف يعود إلى منطقة بيفرلي هيلز حيث يقع الفندق الذي ينزل فيه. تستوقفه بائعة هوى تدعى فيفيان وارد على أمل الإيقاع به لكنه يطلب منها أن ترشده وتدله على طريق الفندق.
تركب معه السيارة، فيتبادلان الحديث عن عملها، وفي النهاية يوافق على أن تتولى هي القيادة لأنها تعرف المنطقة، وبالفعل توصله إلى الفندق وتهم بالعودة في الباص بعد أن أعطاها عشرين دولاراً، سألها عما تطلبه مقابل قضاء الليلة معه فأعطاها ما تريد وفي بهو الفندق الفخم يثير منظرها بملابسها غير المحتشمة استغراب الجميع من موظفين ونزلاء.
انشغالات مختلفة
يقضي إدوارد معظم الوقت مشغولاً بإجراء الاتصالات الهاتفية وقراءة التقارير عن الصفقة التي يعتزم إتمامها، أما هي فتكون مشغولة بمتابعة مسلسل كوميدي في التلفزيون، لكن هذا لم يمنع الاثنين من تبادل بعض الأحاديث الشيقة.
في اليوم التالي يسألها عن المبلغ الذي تريده لقضاء بقية الأسبوع معه على أن ترافقه إلى المناسبات الاجتماعية الكثيرة التي يدعى إليها، وحين تطلب ثلاثة آلاف دولار يعطيها ما أرادت، بل إنه أعطاها رقم بطاقة الائتمان الخاصة به لاستخدامها إذا اضطرت.
ذهبت للتسوق في أحد المحلات الكبيرة والمعروفة بالزبائن الأثرياء لكن ملابسها غير المحتشمة أثارت امتعاض إحدى العاملات فراحت تنهرها وتزجرها وكأنها تريد أن تطردها من المحل.
تصادف وجود مدير الفندق في المحل فرق قلبه لها وقرر مساعدتها على شراء الملابس التي تريدها، ليس هذا فقط بل إنه راح يعلمها أصول الأتيكيت وكيفية التصرف على المائدة.
تغيير مفاجئ
عندما عاد إدوارد إلى الفندق فوجئ بالتغير الكبير الذي طرأ على تصرفات فيفيان وشكلها أيضاً، تناولا العشاء معاً لكنه كان لا يزال مشغولاً بأمر الصفقة.
في اليوم التالي أطلعته على ما حدث في المحل التجاري فاصطحبها إلى السوق لشراء ما تريد، فعادت فيفيان برفقته إلى المحل ذاته بالملابس الأنيقة والتصرفات اللائقة وقالت لتلك الموظفة إنها أخطأت كثيراً.
اصطحب إدوارد فيفيان إلى مباراة في رياضة البولو التي يعتبرها مناسبة للقاء كبار رجال الأعمال، وفي الوقت الذي انشغلت فيفيان في الحديث مع ديفيد حفيد صاحب الشركة التي يعتزم إدوارد شراءها، وصل فيليب محامي إدوارد، وهو شخص يزدري النساء، وراح يتساءل عما إذا كانت فيفيان جاسوسة لكن إدوارد روى له تفاصيل لقائه بها، ومع ذلك توجه المحامي إلى فيفيان وأهانها.
عندما عادا إلى الفندق كانت غاضبة لأن إدوارد حكى لمحاميه عنها.. قررت المغادرة لكن رجل الأعمال اعتذر وأقنعها بالبقاء حسب اتفاق الثلاثة آلاف دولار.
في دار الأوبرا
في اليوم التالي عاد إدوارد مبكراً إلى الفندق لاصطحاب فيفيان لحضور عرض في أوبرا سان فرانسيسكو، استقلا طائرته الخاصة فكادت أنفاسها تتقطع من الدهشة، وفي نهاية السهرة قالت له: «إذا نسيت أن أقول غداً كم كانت السهرة رائعة فسأقولها الآن. إنها أكثر من رائعة».
أثناء لعبة شطرنج أقنعته بإعطاء نفسه يوم إجازة يرتاح فيه من عناء العمل.. وبالفعل أمضيا يوم إجازة وقبل أن تستغرق في النوم اعترفت بأنها تحبه بالفعل.
وأثناء تناول الفطور عرض عليها أن يستأجر لها شقة تقيم فيها بحيث يتمكن من لقائها في أي وقت يريد.. تعتبر العرض إهانة وتقول إن الإقامة في شقة فخمة ليس هو الهدف الذي تحلم به.
غادر إلى عمله من دون تسوية هذا الخلاف.. وفي هذه الأثناء تصل إلى الفندق كيت، وهي صديقة فيفيان وزميلتها في المهنة وشريكتها في الشقة أيضاً، فتسمع منها ما يؤكد لها أن فيفيان تعيش قصة حب حقيقية.
إلغاء الصفقة
التقى إدوارد صاحب الشركة التي يعتزم شراءها وكان من المقرر أن يكون ذلك اللقاء لإنهاء كل الترتيبات الخاصة بعملية البيع لكن إدوارد غيّر رأيه في اللحظات الأخيرة، فقد كشفت له تجربته مع فيفيان طريقة أفضل للجمع بين الحياة والعمل.. ضرورة الابتعاد بين الحين والآخر عن العمل بهدف الاستمتاع بالحياة وهو ما لم يكن يعرفه.. وبالنسبة للصفقة فقد تراجع عنها وقرر مساعدة صاحب الشركة على الخروج من أزمته المالية والنهوض مجدداً بالشركة.
تراجُع إدوارد عن الصفقة أغضب المحامي الذي واجه فيفيان موجها إليها اللوم ومحملاً إياها المسؤولية.. صفعها وحاول اغتصابها لكن رجل الأعمال جاء في اللحظة المناسبة فأنقذها ولكم محاميه وأجبره على المغادرة.
هنا حاول إدوارد إقناع فيفيان بالبقاء معه لأنها تريد أن تبقى وليس لأنه يدفع لها مقابل البقاء. ترفض عرضه وتقرر العودة إلى شقتها القديمة تمهيداً للسفر إلى سان فرانسيسكو والعودة إلى المدرسة للحصول على شهادة الثانوية أملاً في حياة أفضل.
يصطحبها إدوارد بالسيارة مع السائق. وحين الوصول إلى الشقة يتركها تغادر لكنه يلحقها إلى الشقة مستخدماً سلم الطوارئ على الرغم من خوفه المعلن من المناطق المرتفعة. وردة حمراء تتدلى من بين شفتيه في منظر يذكّر بحكاية الفارس الذي يأتي على صهوة جواد أبيض.. ويلتقي الاثنان عند نافذة الشقة فيتبادلان القبلات.

## مرحلة قبل الإنتاج
عرض المخرج غاري مارشال الدور الرئيسي (إدوارد لويس) على الممثل كريستوفر ريف فرفضه، ومن ثم على آل باتشينو الذي قرأ السيناريو بل وشارك في تدريبات ما قبل التصوير لكنه غيّر رأيه في آخر لحظة.أما بالنسبة لدور (فيفان وارد) فقد عرض في البداية على كارين ألين ثم على مولي رينغوولد وينونا رايدر وجينفر كونللي وميغ رايان وماري ستينبورجن وميشيل فايفر وداريل هانا وفاليريا كولينو وجنيفر جيسون. لكنهن رفضن العرض لأنهن لا يرغبهن بتمثيل دور بائعة هوى تصطاد الرجال في الشوارع. وفي نهاية المطاف قبلت العرض جوليا روبرتس التي لم تكن معروفة.

## روابط إضافية
- مقالات تستعمل روابط فنية بلا صلة مع ويكي بيانات